# Rostkovia Falls
Die Rostkovia Falls sind ein markanter und etwa 200 m hoher Wasserfall auf Südgeorgien im Südatlantik. Er stürzt vom Rostkovia Lake in das Lönnberg Valley an der Basis der Barff-Halbinsel.
Das UK Antarctic Place-Names Committee benannte ihn 2015 nach Rostkovia magellanica aus der Familie der Binsengewächse, das hier insbesondere am Fuß des Wasserfalls wächst.